# Arbër Hoxha
Arbër Hoxha (Heidelberg, 6 de octubre de 1998 es un futbolista alemán, nacionalizado kosovar y albano, que juega en la demarcación de extremo izquierdo para el GNK Dinamo Zagreb de la Primera Liga de Croacia.

## Selección nacional
Tras jugar con la selección de Kovoso y nacionalizarse albano, finalmente el 22 de marzo de 2024 hizo su debut con la selección de Albania en un partido amistoso contra Chile que finalizó con un resultado de 0-3 a favor del combinado chileno tras los goles de Eduardo Vargas, Marcos Bolados y Víctor Dávila.

### Participaciones en Eurocopas
| Copa          | Sede     | Resultado    | Partidos | Goles |
| ------------- | -------- | ------------ | -------- | ----- |
| Eurocopa 2024 | Alemania | Primera fase | 3        | 0     |

## Clubes
| Club                  | País    | Año       | Partidos | Goles |
| --------------------- | ------- | --------- | -------- | ----- |
| KF Istogu             | Kosovo  | 2015-2016 | 9        | 2     |
| FC Prishtina          | Kosovo  | 2016      | 3        | 0     |
| KF Hajvalia (cedido)  | Kosovo  | 2016-2017 | 1        | 0     |
| SC Besa Pejë (cedido) | Kosovo  | 2017-2018 | 19       | 3     |
| FC Prishtina          | Kosovo  | 2018-2019 | 31       | 2     |
| FC Ballkani           | Kosovo  | 2019-2021 | 47       | 15    |
| NK Lokomotiva Zagreb  | Croacia | 2021-2022 | 11       | 0     |
| NK Slaven Belupo      | Croacia | 2022-2024 | 65       | 13    |
| GNK Dinamo Zagreb     | Croacia | 2024-     | 63       | 5     |

## Palmarés

### Títulos nacionales
| Título                  | Club                   | País    | Año  |
| ----------------------- | ---------------------- | ------- | ---- |
| Copa de Kosovo          | FC Prishtina           | Kosovo  | 2018 |
| Primera Liga de Croacia | G. N. K. Dinamo Zagreb | Croacia | 2024 |
| Copa de Croacia         | G. N. K. Dinamo Zagreb | Croacia | 2024 |